# Spenser Mango
Spenser Thomas Mango (ur. 6 lipca 1986) – amerykański zapaśnik w stylu klasycznym. Dwukrotny olimpijczyk. Dziewiąty w Pekinie 2008 w wadze 55 kg i Londynie 2012 w tej samej kategorii.
Piąty zawodnik mistrzostw świata w 2013 i 2014. Brązowy medalista igrzysk panamerykańskich w 2015. Trzy medale na mistrzostwach panamerykańskich, srebro w 2009 i 2015. Siódmy w Pucharze Świata w 2008. Uniwersytecki mistrz świata w 2006 roku. W młodości zawodnik Northern Michigan University i Christian Brothers College High School.
Jego brat Ryan Mango jest również zapaśnikiem.